# Andreas Fack
Andreas Fack (* 1. März 1863 in Merkers; † 28. Juli 1931 in Kaltennordheim) war Lehrer und wurde als „Rhöndichter“ (Komponist und Texter des Rhönlieds) bekannt.

## Leben

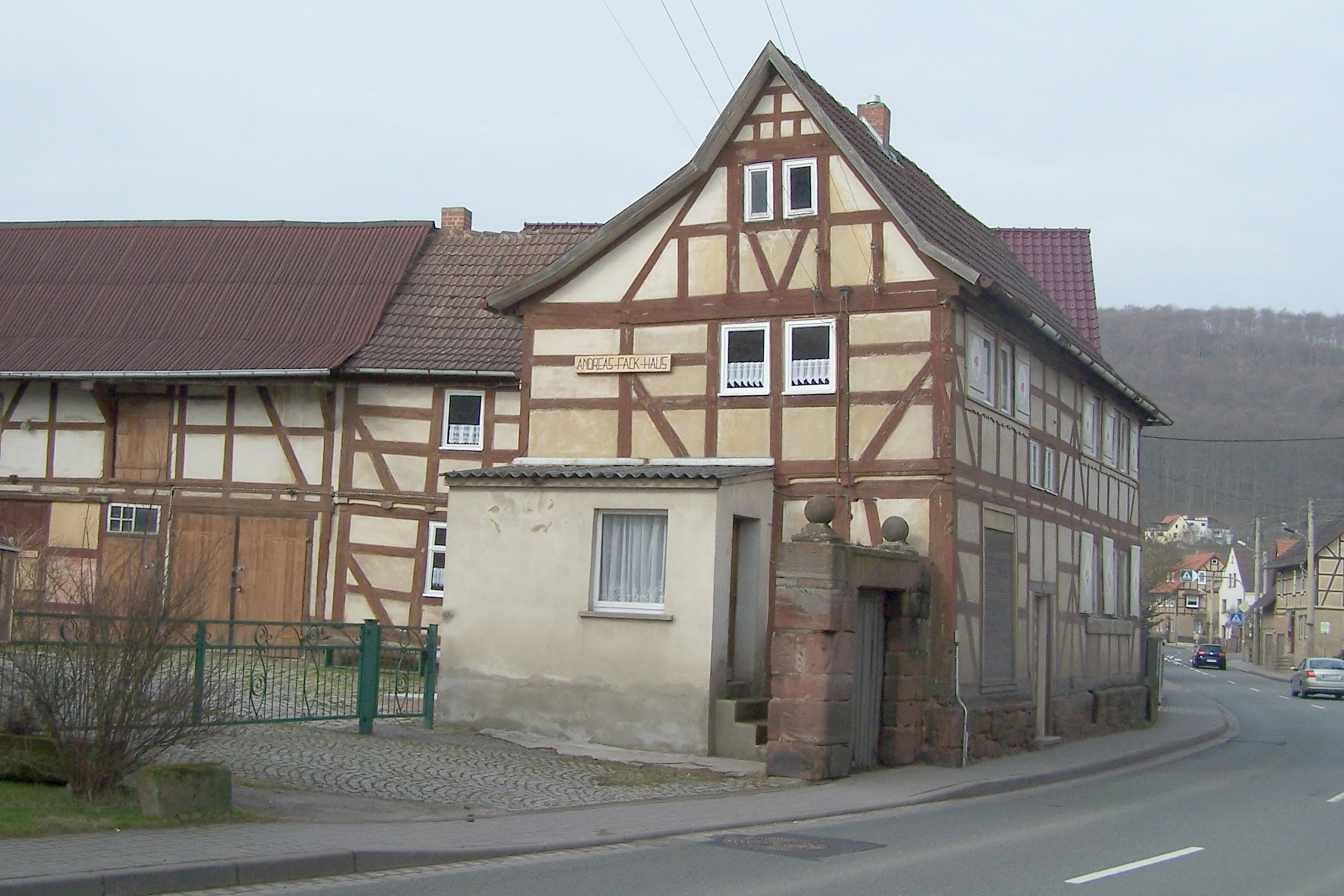
Das Andreas-Fack-Haus in Merkers

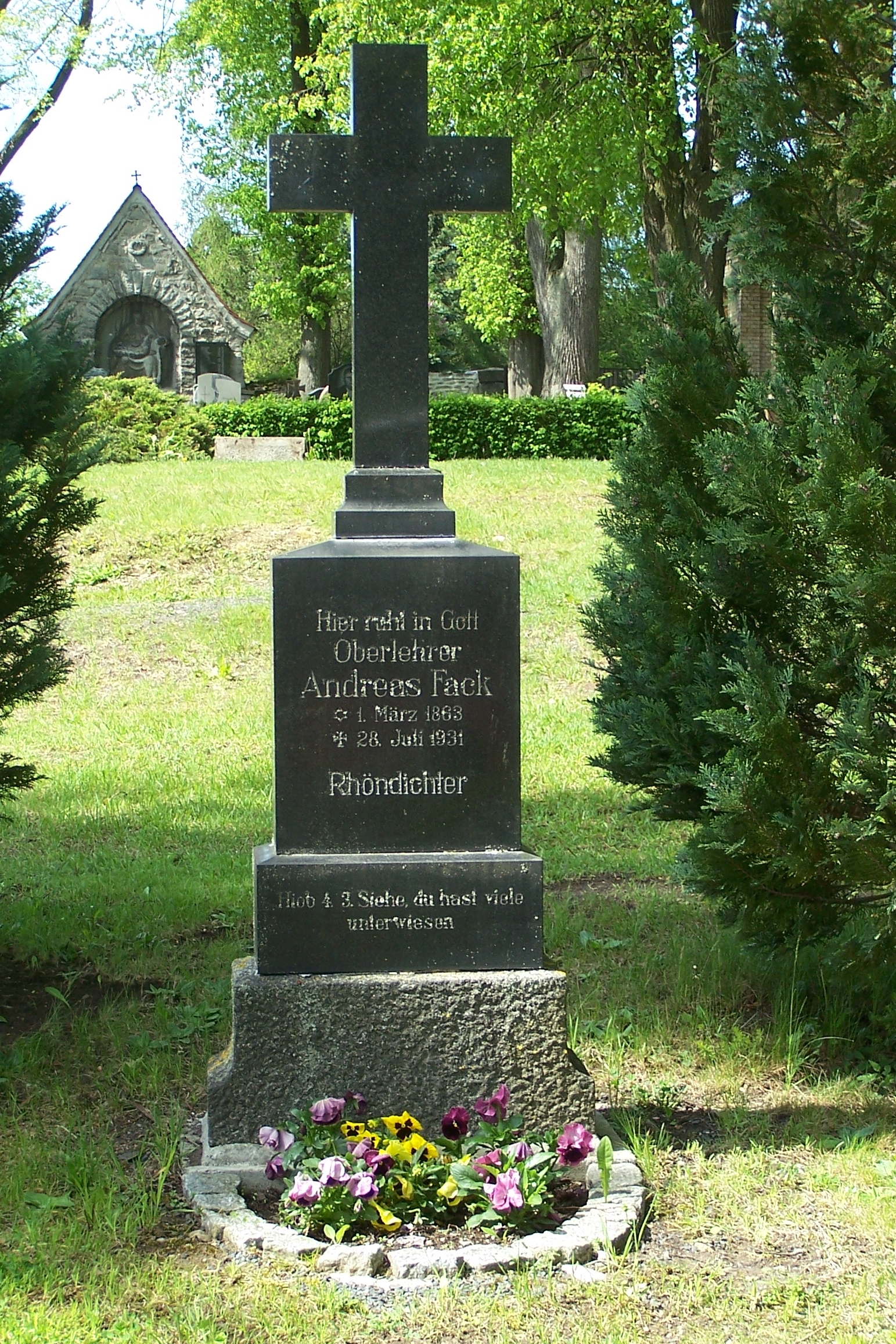
Grabdenkmal in Kaltennordheim

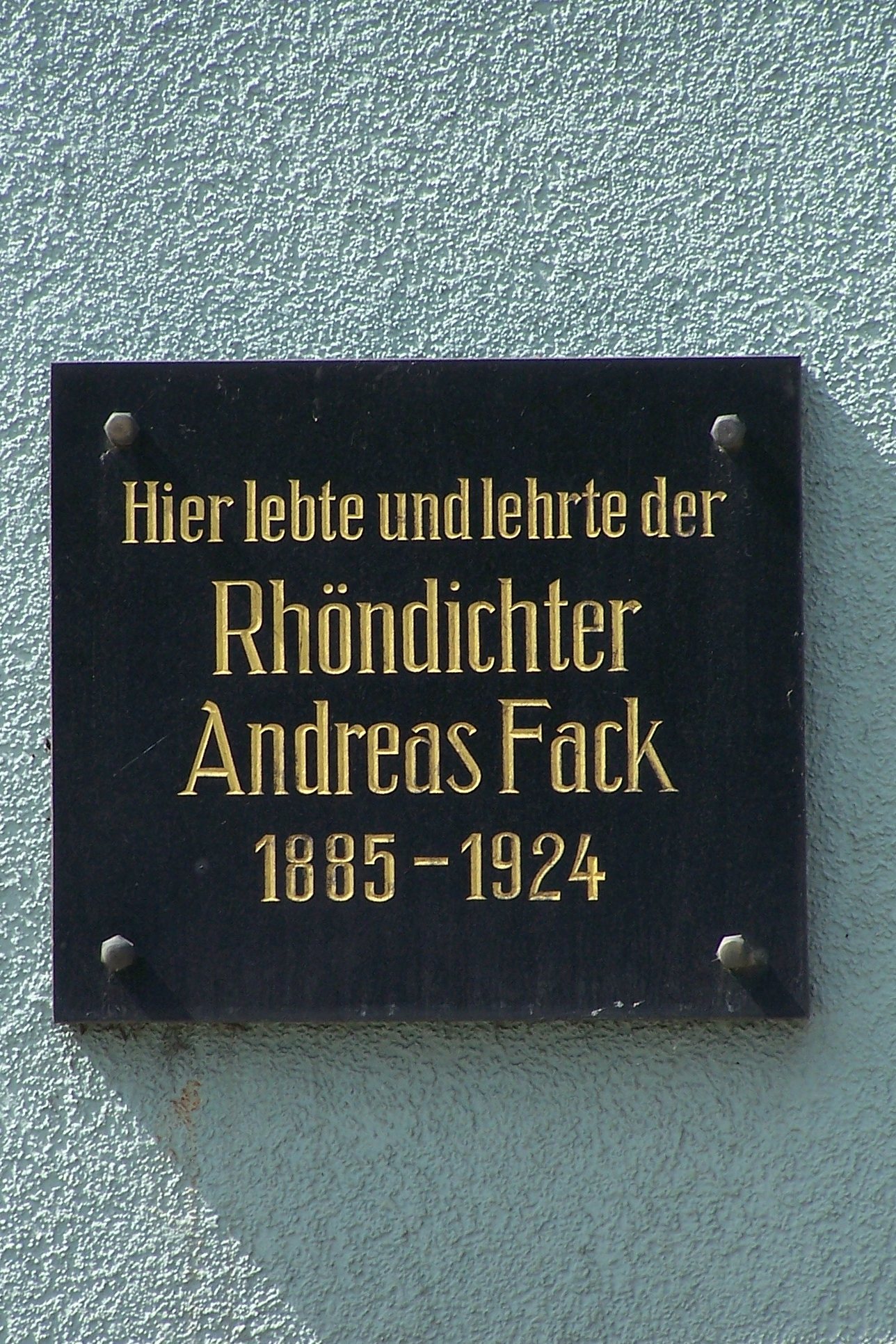
Gedenktafel in Kaltennordheim

Fack verbrachte seine Kinder- und Jugendjahre in Merkers. Er besuchte die Elementarschule in Merkers, wo man bereits früh auf seine musischen Talente aufmerksam wurde. Die Eltern waren nicht vermögend, aber sie ermöglichten den Besuch des Lehrerseminars in Eisenach, das Andreas absolvierte.
Ab 1885 bis 1924 war Fack als Lehrer in dem Rhönstädtchen Kaltennordheim tätig, wo er auch verstarb. Seine letzte Ruhestätte fand Fack in seinem Geburtsort.
Der naturverbundene Fack blieb unverheiratet, aber er war kein Einzelgänger. Zu seinen Lieblingsbeschäftigungen in der Freizeit gehörten neben dem Wandern der Obstbau und die Betätigung im Schulgarten. Er beschäftigte sich auch mit den Handwerkstechniken und vermittelte sein Wissen im Rahmen des Werkunterrichts, den er in den Stundenplan einführte.

## Entstehung des Rhönliedes
Fack war Dichter und Komponist des bekannten Rhönliedes „Zur Rhön hinauf“.
Als Lehrer hatte er ständig Gelegenheit, sein musikalisches Talent durch das Dichten und Verändern von Kinderliedern zu entwickeln. Im Sommer 1912 trug Fack seinen Freunden und Stammtischbrüdern im damaligen „Hotel zum Hirsch“ in Kaltennordheim die Verse seines neugeschriebenen Rhönliedes vor. Man war begeistert und machte sich sofort an die Vertonung. Dabei wurde das neue Rhönlied mit Kaltennordheimer Bier bezecht. Am nächsten Morgen war dem Klavierspieler jedoch wegen des Alkoholgenusses die Melodie „verlorengegangen“, die dann mit Hilfe von Andreas Fack am Abend darauf wieder zusammengetragen wurde. Weitere Rhönlieder (z. B. „Frisch auf zur lieben Rhön hinauf ...“) wurden später von Fack nachgereicht, hatten aber nicht den Bekanntheitsgrad erreicht.

## Ehrungen
- Ein Grabdenkmal stiftete die Stadt Kaltennordheim, es befindet sich auf dem Friedhof bei der Kilianskirche. Auf dem Merkerser Friedhof wurde ein schlichtes Holzkreuz aufgestellt.
- Eine Schule in Kaltennordheim ist nach ihm benannt und das ortsansässige Heimatmuseum widmet ihm einen eigenen Raum. Dort wird seine Bedeutung sowohl für die Stadt und die gesamte Rhön dargestellt.
- Seine einstige Wohnung in Kaltennordheim in der Bebelstraße ist durch ein Hinweisschild gekennzeichnet.
- Das unter Denkmalschutz stehende Geburtshaus in Merkers ist als Heimatstube „Andreas-Fack-Haus“ zum Ortsjubiläum hergerichtet worden; inzwischen wurden am Haus schwere Gebäudeschäden durch Gutachter festgestellt, eine längere Schließung ist daher zu befürchten.[2]